# Olivia Fotopoulou
Olivia Fotopoulou (in greco Ολίβια Φωτοπουλου?; Nicosia, 20 dicembre 1996) è una velocista cipriota.
Ha una sorella gemella, Filippa, anch'essa atleta, con cui ha vinto una borsa di studio presso l'Università dell'Alabama, per cui ha gareggiato dal 2015 al 2018 ai campionati universitari statunitensi.

## Record nazionali
Seniores
- 60 metri piani indoor: 7"26 ( Madrid, 22 febbraio 2023)
- 200 metri piani indoor: 23"44 ( Pireo, 11 febbraio 2023)
- Staffetta 4x100 metri piani: 43"87 ( Amsterdam, 9 luglio 2016) (Olivia Fotopoulou, Ramona Papaioannou, Filippa Fotopoulou, Eleni Artymata)

## Palmarès
| Anno | Manifestazione                        | Sede             | Evento            | Risultato  | Prestazione | Note                                     |
| ---- | ------------------------------------- | ---------------- | ----------------- | ---------- | ----------- | ---------------------------------------- |
| 2014 | Mondiali U20                          | Eugene           | 100 m piani       | Batteria   | 11"92       | Miglior prestazione personale            |
| 2014 | Mondiali U20                          | Eugene           | 4x100 m           | Batteria   | dq          |                                          |
| 2015 | Europei U20                           | Eskilstuna       | 100 m piani       | Semifinale | 11"91       | [ 2 ]                                    |
| 2015 | Europei U20                           | Eskilstuna       | 4x100 m           | 5ª         | 45"98       | [ 3 ]                                    |
| 2016 | Europei                               | Amsterdam        | 4×100 m           | Batteria   | 43"87       | Record nazionale                         |
| 2017 | Europei U23                           | Bydgoszcz        | 100 m piani       | Semifinale | 11"68       |                                          |
| 2017 | Europei U23                           | Bydgoszcz        | 200 m piani       | Batteria   | 24"50       |                                          |
| 2018 | Campionati dei piccoli stati d'Europa | Schaan           | 100 m piani       | Oro        | 11"49       |                                          |
| 2018 | Campionati dei piccoli stati d'Europa | Schaan           | Staffetta svedese | Oro        | 2'11"36     |                                          |
| 2018 | Giochi del Mediterraneo               | Tarragona        | 100 m piani       | 4ª         | 11"59       |                                          |
| 2018 | Giochi del Mediterraneo               | Tarragona        | 4×100 m           | 4ª         | 44"72       |                                          |
| 2018 | Europei                               | Berlino          | 100 m piani       | Batteria   | dq          |                                          |
| 2019 | Universiadi                           | Napoli           | 100 m piani       | Semifinale | 11"59       | [ 4 ]                                    |
| 2019 | Universiadi                           | Napoli           | 200 m piani       | Semifinale | 23"69       | [ 5 ]                                    |
| 2021 | Europei indoor                        | Toruń            | 60 m piani        | Batteria   | 7"43        |                                          |
| 2022 | Mondiali indoor                       | Belgrado         | 60 m piani        | Batteria   | 7"45        |                                          |
| 2022 | Campionati dei piccoli stati d'Europa | Marsa            | 200 m piani       | Oro        | 23"04       |                                          |
| 2022 | Campionati dei piccoli stati d'Europa | Marsa            | Staffetta svedese | 4ª         | 2'17"90     |                                          |
| 2022 | Giochi del Mediterraneo               | Orano            | 100 m piani       | Bronzo     | 11"42       |                                          |
| 2022 | Giochi del Mediterraneo               | Orano            | 200 m piani       | Argento    | 23"01       | [ 6 ]                                    |
| 2022 | Giochi del Mediterraneo               | Orano            | 4×100 m           | Bronzo     | 45"10       |                                          |
| 2022 | Mondiali                              | Eugene           | 200 m piani       | Batteria   | 23"25       |                                          |
| 2022 | Europei                               | Monaco           | 100 m piani       | Batteria   | 11"62       |                                          |
| 2022 | Europei                               | Monaco           | 200 m piani       | Semifinale | 23"33       |                                          |
| 2023 | Europei indoor                        | Istanbul         | 60 m piani        | Semifinale | 7"36        | [ 7 ] [ 8 ]                              |
| 2023 | Giochi dei piccoli stati d'Europa     | Marsa            | 100 m piani       | Argento    | 11"36       |                                          |
| 2023 | Giochi dei piccoli stati d'Europa     | Marsa            | 200 m piani       | Oro        | 22"99       |                                          |
| 2023 | Giochi dei piccoli stati d'Europa     | Marsa            | 4×100 m           | Argento    | 45"62       |                                          |
| 2023 | Giochi europei                        | Chorzów          | 200 m piani       | Argento    | 22"71       | [ 9 ]                                    |
| 2023 | Mondiali                              | Budapest         | 100 m piani       | Batteria   | 11"38       |                                          |
| 2023 | Mondiali                              | Budapest         | 200 m piani       | Semifinale | 22"73       |                                          |
| 2024 | Europei                               | Roma             | 100 m piani       | Semifinale | 11"40       |                                          |
| 2024 | Europei                               | Roma             | 200 m piani       | Semifinale | 22"92       | Miglior prestazione personale stagionale |
| 2024 | Giochi olimpici                       | Parigi           | 100 m piani       | Batteria   | 11"50       |                                          |
| 2024 | Giochi olimpici                       | Parigi           | 200 m piani       | Semifinale | 22"98       |                                          |
| 2025 | Europei indoor                        | Apeldoorn        | 60 m piani        | Batteria   | 7"36        |                                          |
| 2025 | Giochi dei piccoli stati d'Europa     | Andorra La Vella | 100 m piani       | Oro        | 11"61       |                                          |
| 2025 | Giochi dei piccoli stati d'Europa     | Andorra La Vella | 200 m piani       | Oro        | 23"37       |                                          |
| 2025 | Giochi dei piccoli stati d'Europa     | Andorra La Vella | 4x100 m           | Oro        | 45"82       |                                          |

## Altre competizioni internazionali
2013
- 6ª alle Gymnasiadi ( Brasilia), 100 m - 12"26

2014
- Argento ai campionati balcanici under 20 ( Serres), 100 m - 12"22

2015
- Oro agli Europei a squadre ( Stara Zagora), 4×100 m - 44"75
- Oro ai campionati balcanici under 20 ( Pitesti), 100 m - 12"01

2017
- 5ª agli Europei a squadre ( Tel Aviv), 100 m - 11"68
- 3ª nella FinaleB agli Europei a squadre ( Tel Aviv), 4x100 m - 45"51

2018
- Bronzo ai campionati balcanici ( Stara Zagora), 100 m - 11"55
- Argento ai campionati balcanici ( Stara Zagora), 200 m - 23"57

2019
- 8ª ai campionati balcanici indoor ( Istanbul), 60 m - 7"50
- 4ª agli Europei a squadre ( Varaždin), 100 m - 11"81
- Oro agli Europei a squadre ( Varaždin), 4×100 m - 44"15
- 4ª ai campionati balcanici ( Pravec), 100 m - 11"58
- 5ª ai campionati balcanici ( Pravec), 200 m - 23"67

2020
- Squalificata ai campionati balcanici indoor ( Istanbul), 60 m - DSQ

2021
- Oro ai Campionati europei a squadre - Third League ( Limassol), 100 m - 11"42
- Oro ai Campionati europei a squadre - Third League ( Limassol), 200 m - 23"31 PB
- Oro ai Campionati europei a squadre - Third League ( Limassol), 4x100 m - 44"61
- Squalificata ai campionati balcanici ( Smederevo), 100 m - DSQ
- Bronzo ai campionati balcanici ( Smederevo), 200 m - 23"50

2022
- Oro ai campionati balcanici indoor ( Istanbul), 60 m - 7"35
- Argento ai campionati balcanici ( Craiova), 200 m - 23"62

2023
- 5ª al Villa de Madrid ( Madrid), 60 m - 7"26
- Eliminata in batteria al Birmingham World Indoor Tour Final ( Birmingham), 60 m - 7"36

## Campionati nazionali
- 4 volte campionessa nazionale cipriota dei 100 metri piani (2017, 2019, 2021, 2022)
- 2 volte campionessa nazionale cipriota dei 200 metri piani (2021, 2022)

2016
- Argento ai campionati ciprioti (Nicosia), 100 m - 11"65
- Argento ai campionati ciprioti (Nicosia), 200 m - 24"50

2017
- Oro ai campionati ciprioti (Limassol), 100 m - 11"81
- Argento ai campionati ciprioti (Limassol), 200 m - 24"32

2019
- Oro ai campionati ciprioti (Nicosia), 100 m - 11"45
- Argento ai campionati ciprioti (Nicosia), 200 m - 23"67

2021
- Oro ai campionati ciprioti (Limassol), 100 m - 11"55
- Oro ai campionati ciprioti (Limassol), 200 m - 23"38

2022
- Oro ai campionati ciprioti (Limassol), 100 m - 11"58
- Oro ai campionati ciprioti (Limassol), 200 m - 23"25